# Ваируа, Марама
Марама Ваируа (фр. Marama Vahirua; род. 12 мая 1980, Папеэте, Заморские владения Франции) — французский и таитянский футбольный нападающий и тренер. Футболист года в Океании (2005). Выступал за молодёжную сборную Франции. Двоюродный брат Паскаля Ваируа — участника Евро 1992 года в составе сборной Франции.

## Биография
Проходил обучение в юношеской академии «Нанта». В 18 лет дебютировал в главной команде клуба и за 6 лет в её составе добился одного чемпионского титула и двух кубков страны, выступая как нападающий. Летом 2004 года перешёл в «Ниццу», где провёл три сезона, играя на позиции атакующего полузащитника. После возникших разногласий с главным тренером «красно-чёрных» Фредериком Антонетти перешёл в 2007 году в вернувшийся в Ligue 1 «Лорьян». Принимал участие в Кубке Конфедераций 2013 со сборной Таити.

## Достижения

### Командные
«Нанта»
- Чемпионат Франции: 2001
- Кубок Франции: 1999, 2000

### Личные
- Футболист года в Океании: 2005